# Harry Chapin
Harry Chapin (7. prosince 1942 – 16. července 1981) byl americký zpěvák a kytarista. Narodil se jako druhý ze čtyř dětí do hudební rodiny. Jeho otcem byl jazzový bubeník Jim Chapin. V roce 1966 vydal album se svými bratry, které však nemělo úspěch. Své první sólové album nazvané Heads & Tales vydal roku 1972 (Elektra Records). Podílel se na něm například bubeník Russ Kunkel a jeho producentem byl Jac Holzman. Posledním albem vydaným za jeho života byla nahrávka Sequel. V roce 1988 pak vyšla ještě deska The Last Protest Singer složena z nepublikovaných písní z let 1980 až 1981. Zemřel při autonehodě ve věku 38 let. Jeho manželkou byla básnířka Sandra Chapin.